# Le Fléau (mini-série)
Pour les articles homonymes, voir Fléau.
Le Fléau (The Stand) est une mini-série américaine en quatre parties de 90 minutes, créée d'après le roman de Stephen King et diffusée du 8 au 12 mai 1994 sur le réseau ABC.
En France, la mini-série a été diffusée le 26 juin et 3 juillet 1995 sur M6 puis rediffusée le 6 décembre 2012 sur La Chaîne de la Fin du Monde (chaîne événementielle de SyFy) ; et au Québec dès le 15 octobre 2005 sur Mystère.

## Synopsis
Un terrible virus artificiel s'échappe d'un laboratoire américain. Rapidement surnommé « super-grippe », son taux de mortalité est de 99,4 %, 47 millions de personnes sont mortes à travers le monde. Le monde s'écroule en quelques semaines, malgré les tentatives de l'armée de circonscrire le mal. Les 0,6 % survivants sont perdus dans un monde post-apocalyptique. Isolés, ils tentent de trouver d'autres survivants. Ils sont tous hantés par d'étranges rêves. Certains sont attirés par Randall Flagg, l'incarnation du mal dans plusieurs romans de Stephen King, d'autres par Mère Abigaël, une centenaire qui symbolise le bien, Dieu.     
Les deux groupes se réunissent. Les disciples de Randall Flagg occupent Las Vegas, tandis que la communauté de Mère Abigaël s'installe à Boulder dans le Colorado.
Les deux groupes se méfient et tentent de déstabiliser l'autre. De chaque côté, certains membres sont tentés de trahir leur communauté.

## Fiche technique
- Titre original : The Stand
- Titre français : Le Fléau
- Réalisateur : Mick Garris
- Scénario : Stephen King
- Musique : W.G. Snuffy Walden
- Directeur de la photographie : Edward J. Pei
- Décors : Susan Benjamin
- Costumes : Linda Matheson
- Directeur artistique : Michael Perry et Burton Rencher
- Montage : Patrick McMahon
- Maquillage : Evan Brainard et Bill Corso
- Casting : Lynn Kressel
- Origine : États-Unis
- Année : 1994
- Genre : horreur, fantastique
- Budget : 28 000 000 $ (environ)
- Type : mini-série
- Sociétés de production : Greengrass Productions et Laurel Entertainment Inc.
- Durée totale : 366 minutes
- Dates de premières diffusions : 
  -  États-Unis : 8 mai 1994, 9 mai 1994, 11 mai 1994 et 12 mai 1994 sur ABC
  -  France : 26 juin 1995 (parties 1 et 2) et 3 juillet 1995 (parties 3 et 4) sur M6

## Distribution
- Gary Sinise (VF : Emmanuel Jacomy) : Stuart « Stu Redman » Redman
- Molly Ringwald (VF : Rafaèle Moutier) : France « Frannie » Goldsmith
- Jamey Sheridan (VF : Yves-Marie Maurin) : Randall Flagg
- Laura San Giacomo (VF : Évelyn Séléna) : Nadine Cross
- Ruby Dee (VF : Catherine Sola) : mère Abigail Freemantle
- Rob Lowe (VF : Antoine Nouel) : Nick Andros
- Bill Fagerbakke (VF : Marc François) : Tom Cullen (M.O.O.N)
- Adam Storke (VF : Guy Chapellier) : Lawson « Larry » Underwood
- Ray Walston (VF : René Bériard) : Glendon « Glen » Bateman
- Corin Nemec (VF : Christian Bénard) : Harold Lauder
- Ossie Davis (VF : Med Hondo) : le juge Richard Farris
- Peter Van Norden (VF : Raoul Delfosse) : Ralph Brentner
- Rick Aviles : Rat man
- Max Wright (VF : André Chaumeau) : Dr Herbert Denninger
- Miguel Ferrer (VF : Patrick Floersheim) : Sylvester « Lloyd » Henreid
- Matt Frewer : l'ordure (trashcan-man)
- Bridgit Ryan (VF : Françoise Cadol) : Lucy Swann
- John Landis : Russ Dorr
- Kellie Overbey : Dayna Jurgens
- Patrick Kilpatrick (VF : Michel Vigné) : Ray Booth
- Shawnee Smith (VF : Véronique Augereau) : Julie Lawry
- Cynthia Garris (VF : Sophie Arthuys) : Susan Stern
- Chuck Adamson (en) : Barry Dorgan
- Billy L. Sullivan  : Joe
- Ray McKinnon (VF : Vincent Ropion) : Charlie Campion
- Troy Evans (VF : Robert Darmel) : le sherif Baker
- William Newman (en) : Dr. Soames
- Sherman Howard : Dr. Dietz
- Sam Anderson : Whitney Horgan
- Stephen King : Teddy Weizak
- Sam Raimi : Bobby Terry
- Ken Jenkins : Peter Goldsmith
- Mary Ethel Gregory : Alice Underwood
- Ed Harris (VF : Gérard Dessalles) : Général Starkey
- Kathy Bates (VF : Marion Game) : Rae Flowers
- Hope Marie Carlton (VF : Dorothée Jemma) : Sally Campion
- Sarah Schaub (en) (VF : Dorothée Jemma) : Gina McCone
- Kareem Abdul-Jabbar : le prédicateur

## Épisodes
1. La Peste (The Plague)
2. Les Rêves (The Dreams)
3. La Trahison (The Betrayal)
4. L'Affrontement (The Stand)

## Récompenses
- Emmy Award 1994 : Meilleur son
- Emmy Award 1994 : Meilleur maquillage

## Commentaires
- On peut remarquer la présence de l'acteur Sam Anderson dans un rôle mineur.
- Stephen King, l'écrivain du roman original et du scénario de cette mini-série, fait également plusieurs apparitions, dans un rôle mineur.
- Kathy Bates et Ed Harris apparaissent également dans les adaptations filmiques de Misery (dans le rôle d'Annie Wilkes) et Bazaar (le shérif Alan Pangborn).

## Différences entre le roman et la mini-série
Le scénario contient plusieurs différences par rapport au roman original. Par exemple, plusieurs personnages du roman sont réunis dans le téléfilm dans le personnage de Nadine. Sa fin est aussi beaucoup plus rapide dans le téléfilm. D'autres personnages sont complètement effacés de l'intrigue. De plus, la série est beaucoup moins violente que le livre et tous les passages à caractère sexuel ont été enlevés.
Cependant la mini-série reprend une structure dramatique très proche du roman. Nous découvrons la naissance du fléau, sa propagation, puis les survivants isolés, leurs rêves qui les amènent à se réunir en deux pôles et enfin leur affrontement.

## Accueil
Ken Tucker de Entertainment Weekly lui donna un B+ : « La structure inattendue de la réalisation forme une sorte de fouillis artistique qui aide à construire le suspense, parce que vous réalisez très vite que cette mini-série ne se comporte pas comme les autres émissions de télévision; tout peut arriver à tout moment. »
Lors de leurs premières diffusions sur le réseau ABC, les quatre parties de la mini-série ont réuni respectivement 33 ; 33,1 ; 31,4 et 30,8 millions de téléspectateurs.

## Sortie vidéo
- Les quatre parties sont sorties en boîtier 2 DVD chez CBS Vidéo le 4 septembre 2003. L'audio est en anglais, français, allemand, italien et espagnol 2.0 Dolby stéréo. Les sous-titres présents sont l'anglais, l'anglais pour sourds et malentendants, le français, l'allemand, le danois, l'italien, le suédois, le norvégien, l'espagnol, le finnois et le hollandais. Le ratio écran est de 1.33.1 plein écran. Il n'y a pas de suppléments sur les coulisses. La durée totale est de 359 minutes.